# Meliora
Albums de Ghost
If You Have Ghost
(2013) Popestar
(2016)
Singles
1. Cirice
Sortie : 30 mai 2015
2. From the Pinnacle to the Pit
Sortie : 17 juillet 2015
3. Majesty
Sortie : 7 août 2015

Meliora (Meilleur en latin) est le troisième album studio du groupe de heavy metal suédois Ghost, sorti le 21 août 2015. Tout comme pour le précédent album, celui-ci marque le début d'une nouvelle ère avec l'arrivée de Papa Emeritus III qui est le jeune frère cadet de Papa Emeritus II qui a été licencié car il n'est pas arrivé au bout de sa mission. 

## Liste des titres
Toutes les chansons sont écrites et composées par A Ghoul Writer.
| 1.    | Spirit                       | 5:15 |
| 2.    | From the Pinnacle to the Pit | 4:02 |
| 3.    | Cirice                       | 6:01 |
| 4.    | Spöksonat                    | 0:56 |
| 5.    | He Is                        | 4:12 |
| 6.    | Mummy Dust                   | 4:07 |
| 7.    | Majesty                      | 5:24 |
| 8.    | Devil Church                 | 1:06 |
| 9.    | Absolution                   | 4:50 |
| 10.   | Deus in Absentia             | 5:37 |
| 41:30 |                              |      |

| 11. | If You Have Ghosts (Enregistrement live - Reprise de Roky Erickson) | 4:09 |
| 12. | Year Zero (Enregistrement live)                                     | 4:58 |

## Classement
| Classement                         | Meilleure position |
| ---------------------------------- | ------------------ |
| Allemagne (Media Control Charts)   | 19                 |
| Australie (ARIA Charts)            | 20                 |
| Autriche (Ö3 Austria)              | 41                 |
| Belgique (Ultratop Flandre)        | 21                 |
| Belgique (Ultratop Wallonie)       | 23                 |
| Canada (Canadian Albums Chart)     | 9                  |
| Danemark (Hitlisten)               | 19                 |
| Espagne (Promusicae)               | 25                 |
| États-Unis (Billboard 200)         | 8                  |
| Finlande (Suomen virallinen lista) | 1                  |
| France (Top 50)                    | 28                 |
| Irlande (Irish Albums Chart)       | 65                 |
| Norvège (VG-lista)                 | 2                  |
| Pays-Bas (Nederlandse Top 40)      | 6                  |
| Royaume-Uni (UK Albums Chart)      | 23                 |
| Suède (Sverigetopplistan)          | 1                  |
| Suisse (Schweizer Hitparade)       | 14                 |